# سکس با لبخند
سکس با لبخند (انگلیسی: Sex with a Smile) یک فیلم کمدی ایتالیایی محصول سال ۱۹۷۶ به کارگردانی سرجو مارتینو است. از بازیگران آن می‌توان به مارتی فلدمن، باربارا بوشه، دایل هادون، آلبرتو لیونلو و توماس میلیان اشاره کرد.